# Алая буква (фильм, 1973)
«Алая буква» (нем. Der Scharlachrote Buchstabe) — кинофильм режиссёра Вима Вендерса, снятый в 1973 году. Одна из самых значительных экранизаций одноимённого классического романа американского писателя Натаниэля Готорна.
Несмотря на довольно близкое в большинстве случаев следование сюжету романа, сценаристы и режиссёр допустили одно принципиальное отступление от текста: главный герой — священник Димсдейл — в финале фильма задушен (в романе он умирает сам).
Фильм снимался на галисийском побережье, а также в Мадриде и Кёльне.

## Сюжет
Однажды в городок Сейлем в Новой Англии приходит странный путник, который оказывается врачом Роджером Чиллингвортом. Он обнаруживает, что изгоем местного общества является женщина по имени Эстер Принн, которая имеет незаконнорождённую дочь Перл и не хочет признаваться, кто отец ребёнка. Более того, в ней он узнает свою жену, с которой он потерял связь много лет назад. Проницательный Роджер также включается в поиски интересующего всех вопроса и вскоре догадывается, кто отец девочки.

## В ролях
- Сента Бергер — Эстер Принн
- Ханс Кристиан Блех — Роджер Чиллингворт
- Лу Кастель — преподобный Димсдейл
- Уильям Лэйтон — губернатор Беллингхэм
- Елена Самарина — миссис Хиббинс, дочь губернатора
- Йелла Роттлендер — Перл
- Альфредо Майо — губернатор Фуллер
- Анхель Альварес — преподобный Уилсон
- Лаура Карри — Сара
- Рюдигер Фоглер — моряк